# Artemio Precioso
Artemio Precioso García (Hellín, 1891-Isso, 1945) fue un abogado, escritor, periodista y editor español.

## Biografía
Nació el 11 de marzo de 1891 en la localidad albaceteña de Hellín. Su nombre completo sería «Artemio Isaac Eulogio Fermín Precioso García». Licenciado en Derecho y emprendedor —creó media docena de periódicos en Hellín, fundó la Editorial Atlántida, donde publicaron las más célebres plumas de la época, y dirigió cuatro publicaciones semanales que se distribuían por toda España e Hispanoamérica—, su nombre está íntimamente relacionado con la dirección (que luego asumió también Pedro Sainz Rodríguez) de la gran colección que fue "La Novela de Hoy" (1922-1932), que editó un total de 526 novelas cortas (525 números, ya que hay dos volúmenes con el número 490).
Tras pasar las tres primeras décadas de su vida en Alcantarilla, Orihuela, Valencia y Hellín, marchó a Madrid con su familia y durante un corto periodo trabajó en el bufete de Santiago Alba; pronto cambia a la actividad periodística, ya desarrollada en su tierra al fundar varios semanarios. Fracasó en su intento de estabilizar La Gran Revista y creó después La Novela de Hoy, que empieza a publicarse en 1922, a la que se unen otras realizaciones como la revista Muchas Gracias, La Novela de Noche, Los Hombres Libres y la Editorial Atlántida, donde publican los más importantes escritores de la época.
Durante la primera dictadura tiene que marchar al exilio en París, concretamente en febrero de 1927, tras hacer frente a un buen número de denuncias por su actividad editorial. Allí escribe una obra sobre exiliados importantes titulada Españoles en el destierro. La vida en Francia de Santiago Alba, Blasco Ibáñez, Sánchez Guerra, Unamuno, E. Ortega y Gasset, Carlos Esplá, López Ochoa y Manteca, con diálogos, anécdotas, cartas y semblanzas de estos ilustres perseguidos (Madrid, 1930)
En la revista de humor Muchas Gracias dio cabida a humoristas gráficos e historietistas. Escritor republicano, combativo y de pluma fácil y certera, ideólogo volteriano, practicó un tipo de literatura de fácil consumo, por lo general erótica y decadente. Sus novelas, casi siempre superficiales, de reducida extensión, sólo a retazos y esporádicamente presentan interés y hondura. Fueron innumerables los títulos de novelas cortas que escribió desde 1922 hasta la víspera de 1936: Rosa de carne, Vivir dos veces, La virgen casada, El doctor y su amiga, El crimen del otro, El hijo legal, El juego de la vida, Por qué engañan ellas, Pasión y muerte, Cuando el amor nace, El légamo de la tragedia, El millonario polígamo, El triunfo de Carmela, Judías verdes, Isabel Clara, La doble pasión, La muerte de un señorito juerguista, La que suiso ser libre, La tragedia del gordo, La verdadera mujer, La vida estéril (Tierra baldía), El crimen de un celoso, Memorias de un médico, ¡Lavó su honra!, Evas y manzanas, Los nuevos ricos de la moral, etc.
Los últimos años de Precioso fueron duros, especialmente a partir del hundimiento de su imperio editorial, consecuencia del conflicto que le enfrentó con Miguel Primo de Rivera al publicar un relato de Valle-Inclán en el que satirizaba al dictador. Éste la emprendió con los decadentistas españoles: Artemio Precioso, Antonio de Hoyos y Vinent, Álvaro Retana y Ramón María del Valle-Inclán. Los primeros lograron huir a París, Valle-Inclán, no. Tradujo del francés obras de Emmanuel Bove, Maurice Constantin Weyer y André Maurois, y del inglés el Volpone de Ben Jonson. Tuvo un hijo, Artemio Precioso Ugarte, militante comunista que luchó en la Guerra Civil y tuvo que emigrar a la URSS en 1939, donde terminó de formarse como militar.
Tras ser gobernador civil de Toledo y Lugo, las elecciones de 1936 lo dejaron en tierra de nadie; algunos sectores de la izquierda criticaban su cargo de gobernador bajo el mandato del Partido Radical y la autorización para celebrar la procesión del Corpus en Toledo, mientras que la derecha recalcitrante no admitía su pasado liberal y progresista o su oposición a la dictadura de Miguel Primo de Rivera, ni sus escritos críticos con el fariseísmo clerical, el apoyo a la ley del divorcio, la defensa de las libertades de la mujer o su posición favorable a la alianza en Lugo entre centristas e izquierdistas para las elecciones de febrero de 1936, que dieron el triunfo al Frente Popular, cuya victoria había deseado según su hijo. Pasó los primeros meses de la Guerra civil en Madrid y a comienzos de 1937 se reunió en Hellín con su familia. Es nombrado juez interino de primera instancia en Casas-Ibáñez y después de Hellín. 
Detenido al acabar la guerra y juzgado por un tribunal militar, ante el cual él mismo asume la defensa, el fiscal pidió la pena de muerte y finalmente fue condenado a ocho años y un día de prisión. Aunque su familia recurrió a “famosos escritores, algunos de ellos deudores de favores y generosidades”, ninguno se atrevió a interceder en su favor y solamente monseñor Gomá, arzobispo de Toledo, escribió al Tribunal indicando que le recordaba como “modelo de caballeros”. Murió el 6 de noviembre de 1945 en Isso, pedanía de Hellín, tras mil doscientos setenta y ocho días de cautiverio en condiciones dramáticas y extremadamente penosas que dañaron gravemente su salud.

## Obras principales
- Españoles en el destierro. La vida en Francia de Santiago Alba, Blasco Ibáñez, Sánchez Guerra, Unamuno, E. Ortega y Gasset, Carlos Espía, López Ochoa y Manteca, con diálogos, anécdotas, cartas y semblanzas de estos ilustres perseguidos. Madrid: Editorial Vulcano, 1930. Hay ed. moderna de Francisco Linares Valcárcel (Albacete: IEA, 2017).
- Flores de pasión. (Novelas y cuentos). Madrid: Ed. Atlántida, sin año.